# Симон Пелутие
Симон Пелутие (на френски: Simon Pelloutier) е френско-германски историк и духовник.
Роден е на 27 октомври 1694 година в Лайпциг в семейството на търговец хугенот, бежанец от Лион. Учи в Хале, Берлин и Женева, след което е свещеник във френските протестантски църкви в Магдебург и Берлин. Автор е на многотомна история на галите и германите през Античността.
Симон Пелутие умира на 2 октомври 1757 година в Берлин.